# 埃斯布利站
埃斯布利站是法国的一个铁路车站，位于法国城市埃斯布利境内。该站属于法兰西岛第五收费区（Zone 5），仅停靠法兰西岛大区列车。

## 位置
埃斯布利站位于埃斯布利市区的南部，巴黎－斯特拉斯堡铁路36.142公里处，同时也是埃斯布利－克雷西拉沙佩勒铁路的起点。车站大致呈东西走向，主站房位于铁路线南侧，同时北侧也可进出车站并直接与下行方向的站台连接。
尽管途径埃斯布利站的巴黎－斯特拉斯堡铁路和埃斯布利－克雷西拉沙佩勒铁路均属于法兰西岛郊区铁路P线，但两者并未贯通运行，所有从巴黎前往克雷西拉沙佩勒方向的乘客均需在埃斯布利站进行换乘。

## 站台设置
| 北↑ |             |  |                         |
|     | 侧式        |  |                         |
| A道 |             |  | （莫城方向→）           |
| B道 |             |  | （←巴黎方向）           |
|     | 岛式        |  |                         |
| C道 |             |  | （←克雷西拉沙佩勒方向） |
|     | 侧式 主站房 |  |                         |
| 南↓ |             |  |                         |

## 停靠线路
以下列车线路在埃斯布利站停靠：
| 埃斯布利站列车线路表（区域线路） |             |           |             |                |
| 起点                             | 上一站      | 线路      | 下一站      | 终点           |
| 巴黎东                           | 拉尼-托里尼 | [T] · [P] | 莫城        | 莫城           |
| （起点）                         | （起点）    | [T] · [P] | 蒙特里-孔代 | 克雷西拉沙佩勒 |

## 配套交通

### 长途客车
埃斯布利站附近暂无固定的长途客车线路。当铁路线施工或罢工时，SNCF可能会提供途径该线路沿途站点的大巴车，其车票可与SNCF的同线路车票通用。

### 市内交通
| 埃斯布利站附近的市内公共交通线路 |                         | |
| 公交车站名称                     | 位置                    | 停靠线路及路线 |
| Gare d'Esbly 埃斯布利火车站      | 埃斯布利站 （北侧门口） | - Marne et Morin - 04：埃斯布利-埃斯布利火车站 ↔ 坎西瓦桑-哲学 / 莫城-亨利四世 - 07：埃斯布利-埃斯布利火车站 ↔ 莫兰河畔圣日耳曼-初级中学 - 17：埃斯布利-埃斯布利火车站 ↔ 特里尔巴杜-邻近路 - PEP'S - 06：埃斯布利-埃斯布利火车站 ↔ 塞里-城铁欧洲谷站 / 谢西-城铁马恩拉瓦莱站 - 14：埃斯布利-埃斯布利火车站 ↔ 雅布利讷-马恩河路 |
| Gare d'Esbly 埃斯布利火车站      | 埃斯布利站 （南侧）     | - Marne et Morin - 57：埃斯布利-埃斯布利火车站 ↔ 谢西-城铁马恩拉瓦莱站 - - 141：巴黎-火车东站 ↔ 莫城-火车站 |
| 1. 2.                            |                         | |

### 社会车辆
埃斯布利站门口设有社会车辆停车场。

## 临近车站
| 埃斯布利站（Gare d'Esbly）     |                              |                       |
| 上行车站                       | 线路                         | 下行车站              |
| 拉尼-托里尼站 4.9km ←          | 巴黎－斯特拉斯堡铁路         | 莫城站 → 8.8km        |
| （起点）                       | 埃斯布利－克雷西拉沙佩勒铁路 | 蒙特里-孔代站 → 2.7km |
| - 本表仅显示运营中的线路及车站 |                              |                       |

## 未来
RER E计划向东延伸至莫城（Meaux）并停靠埃斯布利站，但现尚无具体方案。